# Кишра, Луи Мари
Луи Мари Кишра (фр. Louis Marie Quicherat; 1799—1884) — французский филолог. Брат Жюля Кишра.
Наибольшую славу принёс Кишра составленный им французско-латинский и латинско-французский словарь, выдержавший при его жизни 20 изданий. Кроме того, им опубликованы «Трактат о латинском стихосложении» (фр. «Traité de versification latine»; 1826) и «Трактат о французском стихосложении» (фр. «Traité de versification française»; 1838), учебник латинской просодии «Nouvelle prosodie latine» (1839), вышедший в 1887 году 30-м изданием, книга о знаменитом теноре Адольфе Нурри (фр. «Adolphe Nourrit»; 1867) и др.